# 太極
太極是中國思想史上的重要概念，主要繼承自《周易》：「易有太極，是生兩儀。兩儀生四象，四象生八卦。」

## 出處
長江中游的屈家嶺文化彩陶紡輪之中有了原始的圖式，其中沒有陰陽魚。石家河文化发现了时代最早的史前太极纹饰。

## 歷史傳說
與八卦有關，成書於東周末年的《易·繫辭傳》記載有「古者包犧氏之王天下也，仰則觀象於天，俯則觀法於地，觀鳥獸之文，與地之宜，近取諸身，遠取諸物，於是始作八卦，以通神明之德，以類萬物之情。」，原與天文氣象及地區遠近方向相關，後來被宋代的理學家以哲理方式進一步闡釋。

### 《莊子》
|  | 夫道，有情有信，无為无形；可傳而不可受，可得而不可見；自本自根，未有天地，自古以固存；神鬼神帝，生天生地；在太極之先而不為高，在六極之下而不為深，先天地生而不為久，長於上古而不為老。狶韋氏得之，以挈天地；伏羲氏得之，以襲氣母；維斗得之，終古不忒；日月得之，終古不息；堪坏得之，以襲崑崙；馮夷得之，以遊大川；肩吾得之，以處大山；黃帝得之，以登雲天；顓頊得之，以處玄官；禺強得之，立乎北極；西王母得之，坐乎少廣，莫知其始，莫知其終；彭祖得之，上及有虞，下及五伯；傅說得之，以相武丁，奄有天下，乘東維，騎箕尾，而比於列星。——〈大宗師第六〉 |

## 哲學觀念
太極一般是指宇宙最原始的秩序狀態，出現於阴阳未分的混沌時期（無極）之後，而後形成万物（宇宙）的本源——混天太極。

### 道家、道教的太極
太極的概念，比較早使用的，有莊子和《易傳》，一般在宇宙論、方法論上，用的太極概念，主要繼承自《易傳》: 「易有太極，是生兩儀。兩儀生四象，四象生八卦。」意思易成卦的過程，先是有太極，尚未開始分開蓍草(易占卜用蓍草做工具)，分蓍占後，便形成陰陽二爻，稱做兩儀。二爻相加，有四種可能的形象，稱為四象。由它們各加一爻，便成八卦。這裡講的是八卦畫出的過程，兩重八卦可衍生六十四卦。
在中國的典籍中，易素來是作為窮盡天地奧秘的哲理書，對成卦過程的分析，根本說來，也是對天地開闢的概述。太極生兩儀，便是由太極的分化形成天地的過程，兩儀，即是天地。
太極的概念經常與易學一起出現。道教的易學有自己的獨特體系，太極的概念是道教易學的宇宙論、宗教修養理論和法術理論的重要基本概念 。
繫辭傳說：「易有『太極』，是生『兩儀』，兩儀生『四象』，四象生八卦。」
至宋代之後，道教思想家為了區別先天的氣與後天的氣，採用古字「炁」來代表先天的氣，代表無極，氣則被當成是後天的氣，為太極。這兩個字的意義又被分開。但是除了道教文獻之外，通常都以氣來概括。

#### 陰陽
繫辭傳說：「一陰一陽之謂道」、「天之道，曰陰與陽也」，並引用孔子的話：「形而上者謂之道，形而下者謂之器」，所以說儒家認同：「道者，陰陽變化之理也。」道，即宇宙運行，自然變化的法則。也就是:
| 道=太極=陰+陽，譬如:無+有 |

### 孫子兵法
有太極的思想:「形兵之極，至於無形」

#### 法轮功
法轮功的法轮是由佛家的“卍”字符和道家的太极成，代表了结合佛教和道教。法轮功表示无论左旋的“卍”字和右旋“卐”字皆正确，无论法轮是顺时针旋转还是逆时针旋转都对修炼者有益。

## 太極圖

無極圖

太极陰陽图（又稱「太极兩儀图」、「兩儀图」）

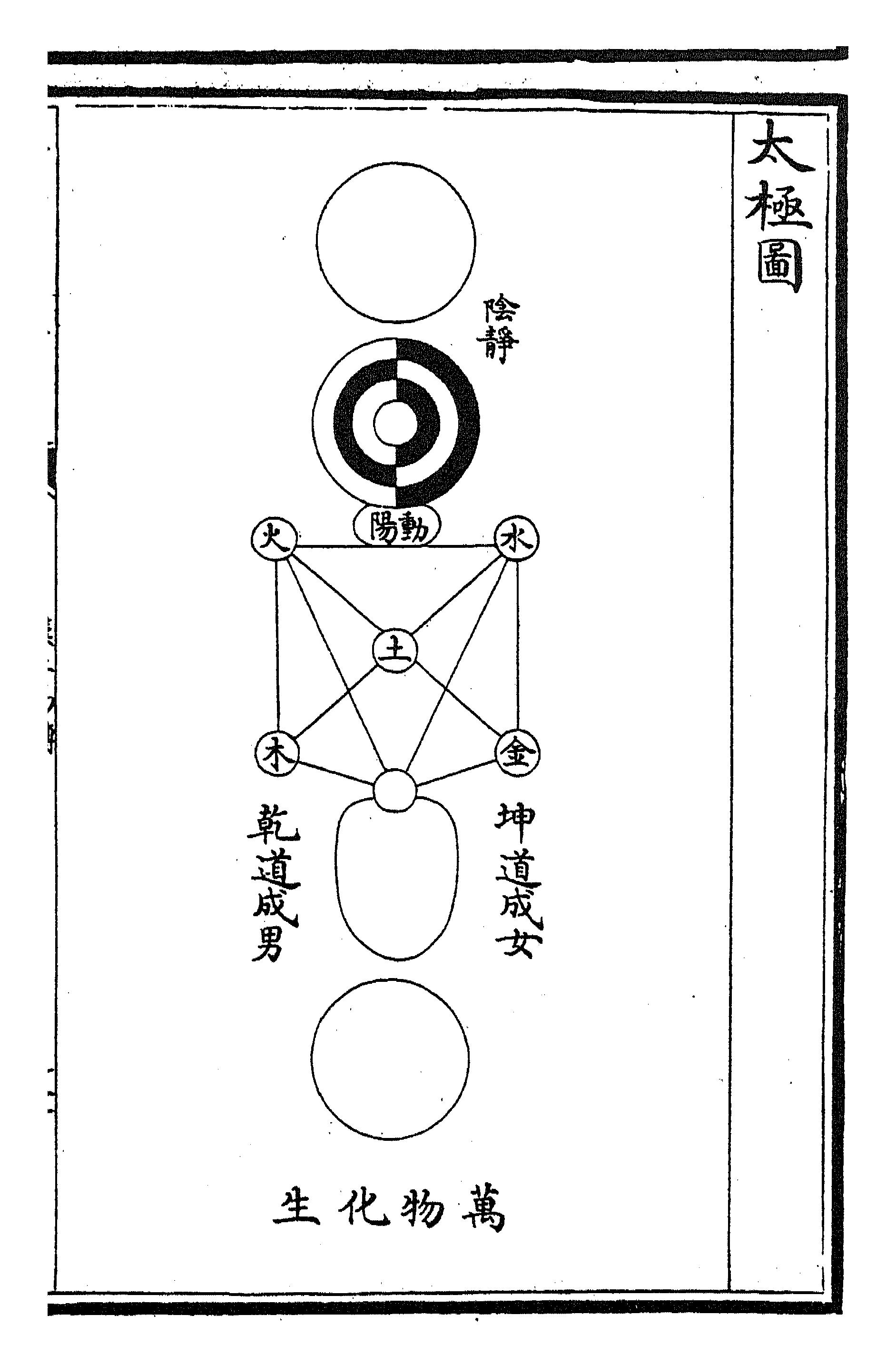
漢上易傳卦圖上·太極圖

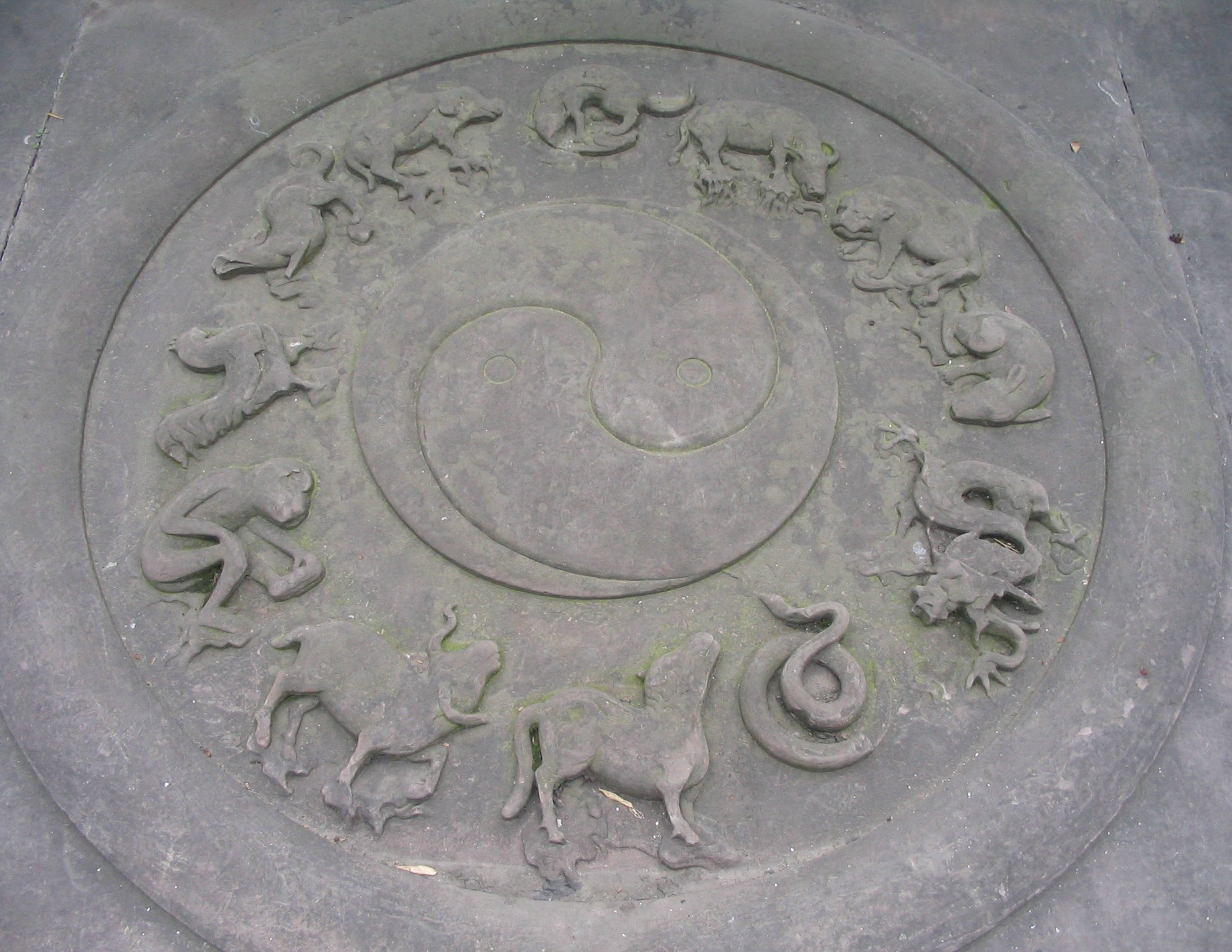
太極之彫刻

「太極陰陽圖」（又稱「太極兩儀圖」）常被錯認為「太極圖」。「太極」是由無極而來，是陰陽兩分前之混沌狀態，沒有陰陽分明的「陰陽魚」，只有外面之圓圈，內部有一群小點；然後是陰陽分明的「兩儀」（一般所說之『太極圖』）；再來是陰陽中有陰陽是「皇極」。

### 無極圖
太極圖據說是宋朝处士陳摶所傳出，原叫《無極圖》。陳摶是五代至宋初的一位隐士，相傳對內丹術和易學都有很深造詣。據史書記載，陳摶曾將《先天圖》傳給其學生种放，种放以之分別傳穆修等人；种放又有傳《河圖》、《洛書》給李溉等人。後來穆修則傳〈太極圖〉傳給周敦頤。周敦頤寫了《太極圖說》加以解釋。据说現在我們看到的太極圖， 就是周敦頤所傳的。
《太極圖》，和原圖《無極圖》的圖形一樣，但讀法不同。
涵括內丹修煉之理的“無極圖”。讀它的順序是從下而上。
最下一圈稱為玄牝之門，是內丹修煉的起點，指人身的下丹田命門兩腎空隙之處。這是人身祖氣所在之地，一切內丹根基，都從這裡開始。內丹術語，又稱為得竅。

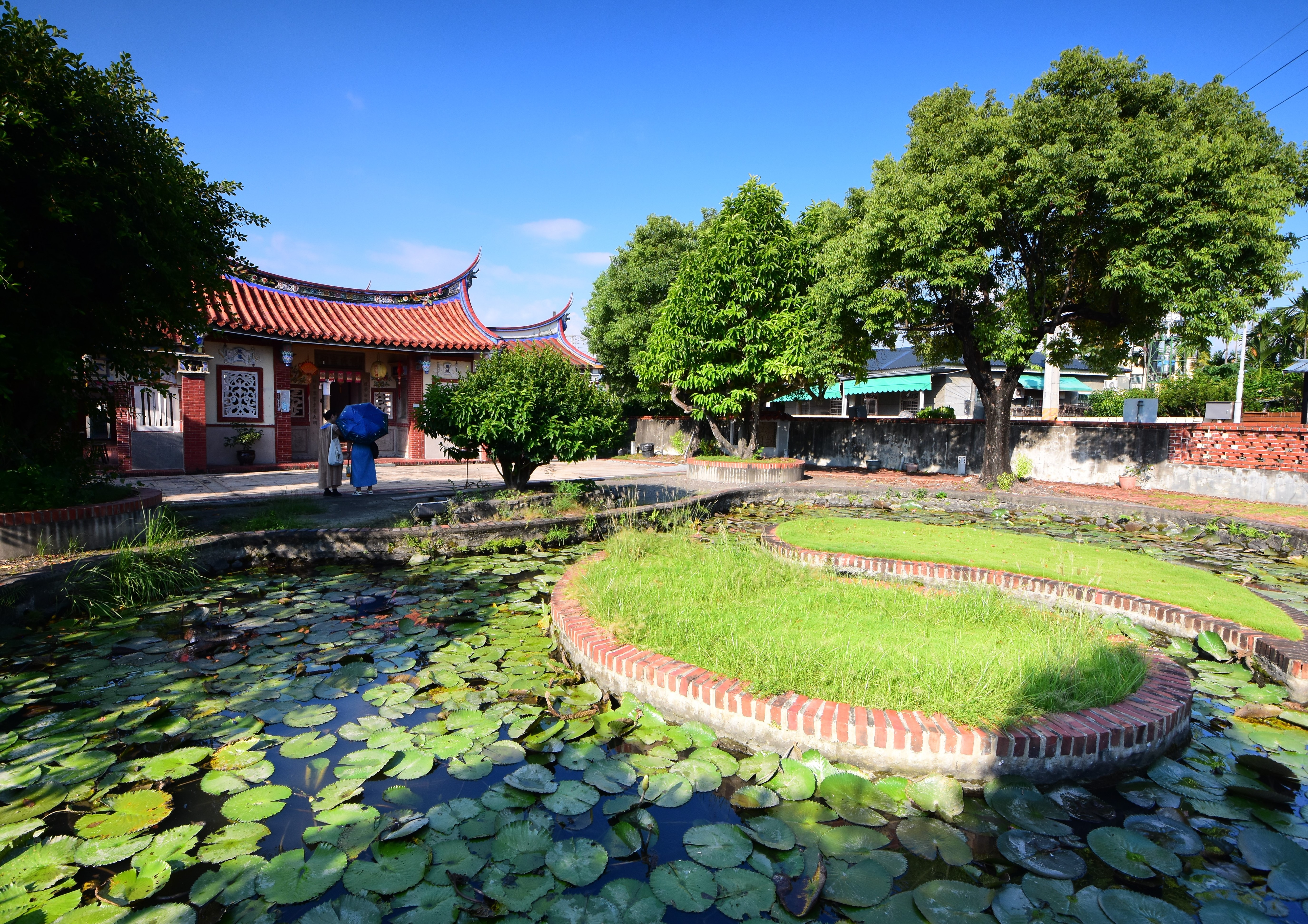
佳冬楊氏宗祠太極兩儀池

第二圈稱煉氣化神，指提起第一圈的祖氣，進行化煉，將後天之精化為先天之氣，再將先天之氣化為先天之神。這一層功夫 ，叫做煉己，主要在煉去後天的陰質，透出先天之神。
第三層，是五行之氣混合之象，指肝（木）、心（火）、脾（土）、肺（金）、腎（水）五臟之氣攢簇為一，稱為五氣朝元，五氣調和，故又稱為和合。更上一層，係由坎離 二卦變形而成，叫做取坎填離。到這一境界，已經獲得體內的精華，煉丹之藥成熟，叫做得藥。坎卦中爻為陽，為實。離卦中爻為陰爻，為虛。它們代表內丹中的腎水與心火，水火相交，在卦象言，就是將坎卦中的陽爻抽出填入，成乾卦，意味人變成純陽之體。最上一層圓圈，稱煉神還虛，復歸無極，指在得藥的基礎上，進一步回返到無極 ，那便是虛空大道了。整個煉內丹的過程便告完成，脫出煉成的聖胎，成為仙人，所以叫做脫胎求仙。
至於太極圖，是從上往下讀的。道教認為，從大道化萬物的順序看，是從太極分陰陽開始的，煉內丹則是逆著來路返回到大道，與道同體，自然長生不死成神仙。所以順化逆化方向相反，但所沿著的路徑則是同一條 。
周敦頤寫下《太極圖說》，解釋太極的奧秘。前半段基本上符合道教的思想。後半段比較多地講了儒家的仁義道德思想。 他的解釋，第一句是「自無極而太極」，意思是從無極生出太極，但南宋著名的理學家朱熹整理注解《太極圖說》時，刪去了「自」字，改成「無極而太極」，認為無極只是形容太極 ，說明它之上沒有更高的本原。這並不符合陳摶所傳《太極圖》的原意，而且抹去了它出自道教的事實。同時，朱熹對圖也有個別改動。
道教界人士，從宋以後也認同周敦頤的觀點。比如南宋時的蕭應叟就將之採入自己的重要著作《元始無量上品妙經內義》，以後四十三代天師張宇初也都採納其圖與說。
太極圖有另一種更加簡捷的畫法：就是用一個以曲線分隔的圓圈表示。
在這一圖中，一條曲線將它分為兩半，形成一半白一半黑，白者像陽，黑者像陰，白中又有一個黑點，黑中又有一個白點，表示陽中有陰，陰中有陽。分開的兩半，酷似兩條魚，所以俗稱陰陽魚。這一圖，與周敦頤太極圖有密切關係，可以說是前者的更加簡明的表述。它說明了世界由陰陽二氣、二元對立相互聯結的統一體。這一圖，過其圓心作任何一條直線將之分成兩半，任何一半中都包含陰陽兩個因素，絕不存在孤立的沒有內在矛盾的成份。有時人們又在其外面圍以先天六十四卦，表示太極是一切運動的發動者。

### 太極字元
太極記號如下：
太極符號（☯）的Unicode編碼是U+262F（十六進位），在網頁HTML當中可以寫成&#x262f;或&9775;，名称是YIN YANG。
| ☯ |

藏文的Unicode编码中也收录了太极符号（࿊），其编码是U+0FCA（十六進位），在網頁HTML當中可以寫成&#x0fca;或&4042;，名称是TIBETAN SYMBOL NOR BU NYIS -KHYIL。
| ࿊ |